# Bambi-Verleihung 1957
Die 9. Bambi-Verleihung fand am 17. März 1957 in der Schwarzwaldhalle in Karlsruhe statt. Die Preise beziehen sich auf das Jahr 1956.

## Die Verleihung
1957 wuchs die Beteiligung an der Wahl zum Bambi erneut; 160.480 Karten kamen bei der Film-Revue an. Die Bambis für die schauspielerischen Leistungen gingen an Horst Buchholz, der Vorjahressieger O. W. Fischer auf den zweiten Platz verweisen konnte, und Maria Schell in der nationalen sowie an Jean Marais und erstmals Gina Lollobrigida in der internationalen Kategorie.

## Preisträger
Aufbauend auf die Bambidatenbank.

### ?
- O. W. Fischer
- Ulla Jacobsson

### Film national (künstlerisch)
Helmut Käutner für Der Hauptmann von Köpenick

### Film national (wirtschaftlich)
Walter Koppel für Der Hauptmann von Köpenick

### Film (international)
Karlheinz Böhm, Magda Schneider und Romy Schneider für Sissi

### Schauspieler International
Jean Marais

### Schauspielerin International
Gina Lollobrigida

### Schauspieler National
Horst Buchholz

### Schauspielerin National
Maria Schell
Die Preisträgerdatenbank erwähnt für 1957 außerdem Ottomar Domnick, der einen Bambi für den Film Jonas erhalten hat (das ist allerdings nicht in der Datenbank erwähnt). Dieser Film wurde jedoch erst am 26. Juni 1957 bei der Berlinale uraufgeführt und kam am 10. Oktober 1957 in die Kinos. Das war eindeutig zu spät, um am 17. März 1957 berücksichtigt zu werden.